# Lawrence Retman Young
Lawrence Retman Young (New York, 1935. december 19. – Cambridge, Massachusetts, 2021. augusztus 4.) amerikai űrhajós.

## Életpálya
1957-ben az Amherst College keretében fizikából diplomázott. 1957-ben a Massachusetts Institute of Technology (MIT) elektronikából doktorált. 1959-ben megvédte diplomáját.
1991. december 6-tól a Lyndon B. Johnson Űrközpontban részesült űrhajóskiképzésben. Spacelab specialista. Kiképzett űrhajósként tagja volt az STS–58 támogató (tanácsadó, problémamegoldó) csapatának. Űrhajós pályafutását 1993. november 1-én fejezte be. A National Space Biomedical Research Institute (Houston, Texas) igazgatója.

## Tartalék személyzet
STS–58, a Columbia űrrepülőgép 15. repülésének küldetésfelelőse.